# نیروی دریایی وارد می‌شود
نیروی دریایی وارد می‌شود (به انگلیسی: Here Comes the Navy) فیلمی به کارگردانی لوید بیکن با بازی جیمز کاگنی است.